# John Camoletti
Pour les articles homonymes, voir Camoletti.
John Camoletti, né à Cartigny le 23 mai 1848 et mort à Genève le 31 juillet 1894, est un architecte suisse.

## Famille
Issus d'une famille originaire de Novare installée dès la fin du XVIIIe siècle, à Genève, il fait partie d'une dynastie d'architectes :
- Marc Camoletti (12 août 1857-13 décembre 1940), frère de John
- Jean Léon Camoletti (7 décembre 1891-20 mars 1972), fils de Marc
- Bruno Camoletti (né en 1933), fils de Jean Léon
- Pierre Camoletti (né en 1936), fils de Jean Léon

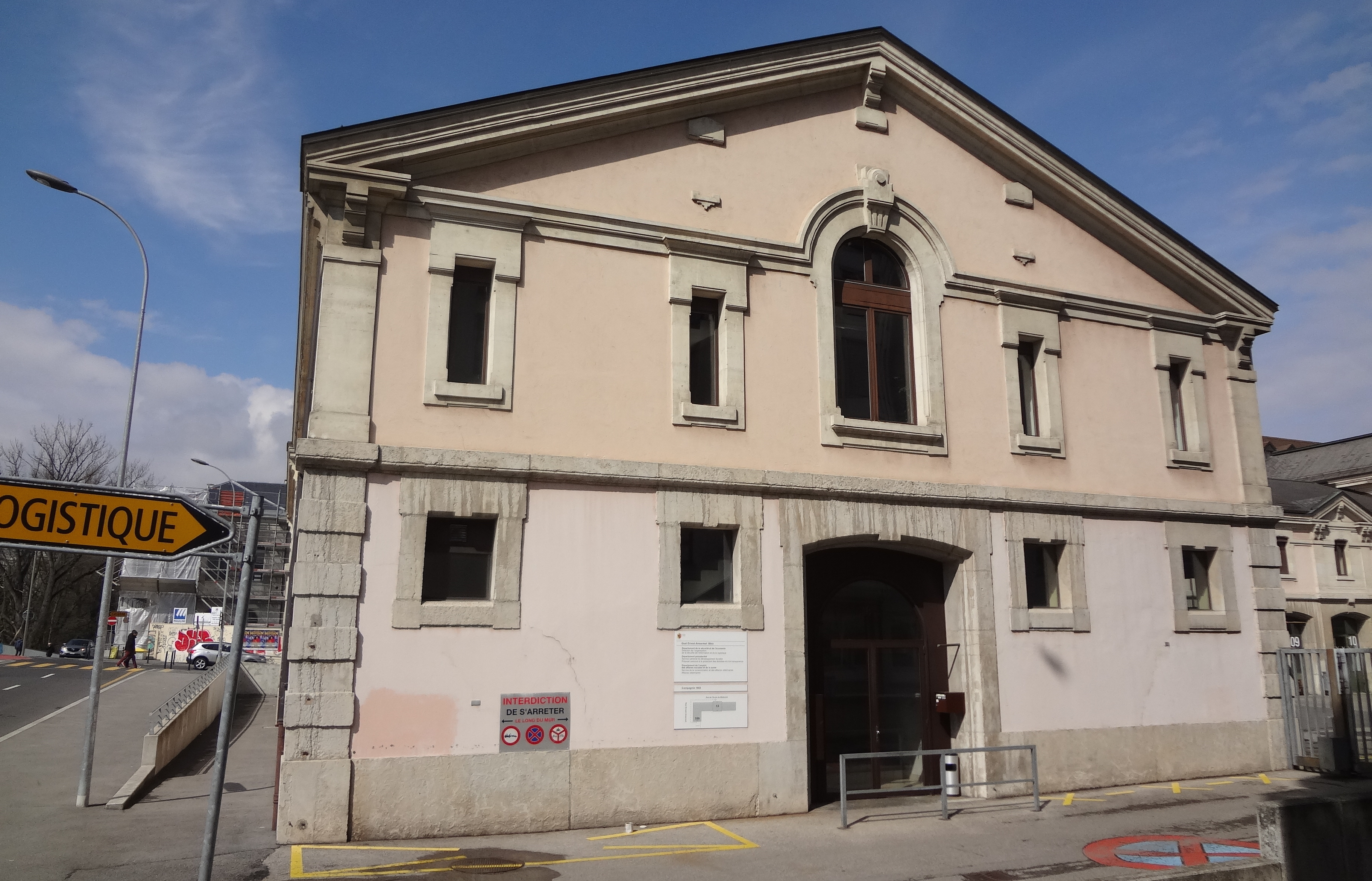
Arsenal de Plainpalais.

## Biographie
- Études à l'École des beaux-arts de Paris
- Employé dans les ateliers Joseph-Michel Le Soufaché et Auguste Tronquois
- 1872 : ouverture de son bureau d'architecture à Genève
- vers 1875 : membre de la Société suisse des ingénieurs et des architectes (SIA)
- 1884-1894 : associé avec son frère Marc
- 1886-1890 : conseiller municipal radical-libéral

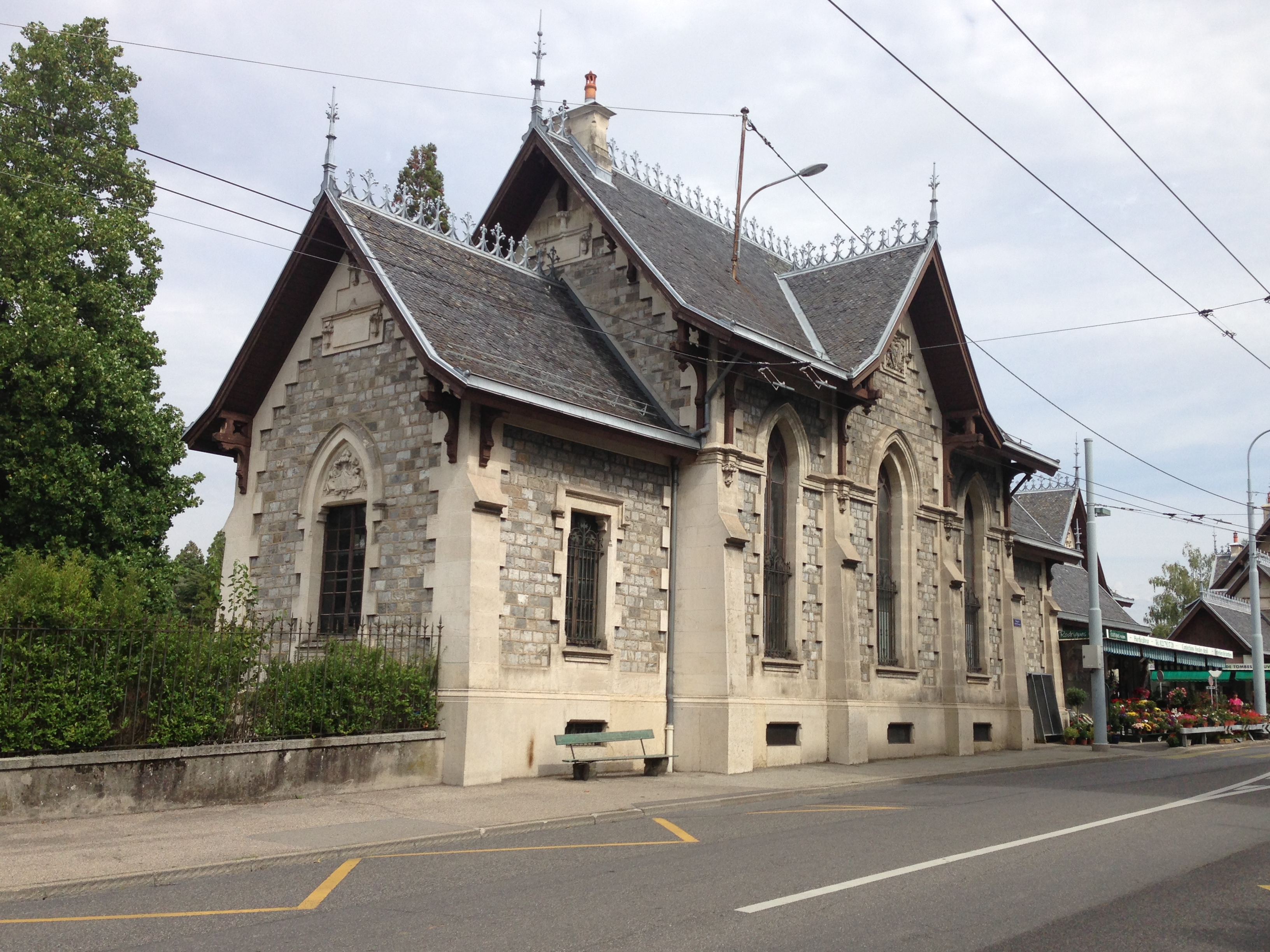
Entrée du cimetière Saint-Georges.

## Principales réalisations
- 1875-1876 : Arsenal de Plainpalais
- 1879 : Immeuble de logements situé 18, rue de Hesse/13 rue de Hollande (aujourd'hui occupé par la banque Rothschild)
- 1879, Écuries du château de Pregny
- 1880 : Manège du château de Pregny
- Dès les années 1880 : Architecte attitré de la baronne de Rothschild
- 1891 : Immeuble Galopin (construit pour Henri Galopin, banquier genevois) situé 12, rue de Hollande (aujourd'hui occupé par la bibliothèque du Conservatoire de Musique de Genève)
- Plan général pour l'exposition nationale de 1896 à Genève
- 1889-1892 : L’Hôtel des postes de Genève[2]
- 1891-1894 : Le Victoria Hall à Genève[3]